# Turnul Alb din Salonic

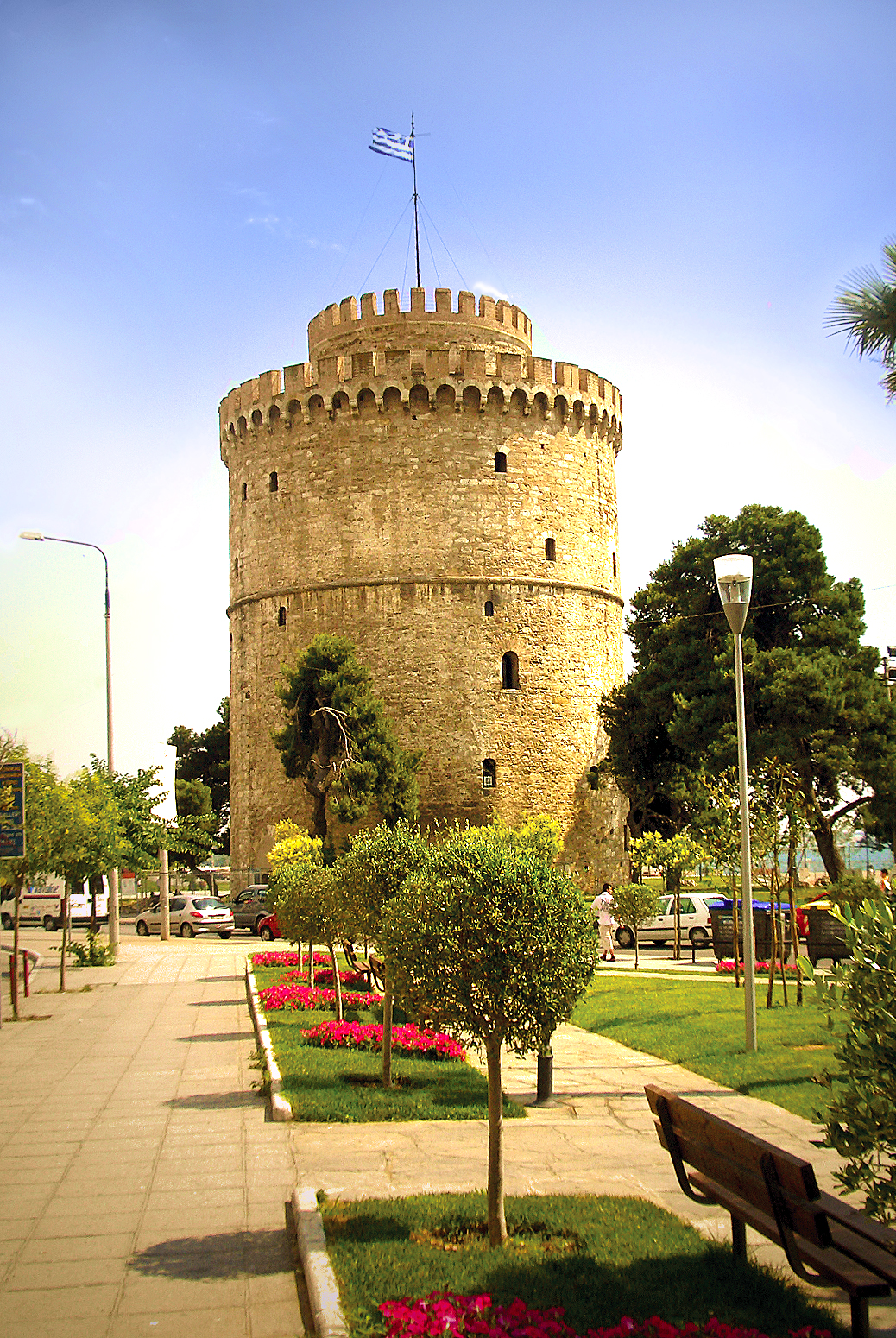
Turnul Alb din Salonic

Turnul Alb din Salonic este un monument și muzeu în Salonic, capitala regiunii Macedonia din nordul Greciei. Turnul actual a înlocuit o fortificație bizantină mai veche, menționată în sec. XII. Otomanii au reconstruit-o, după ce sultanul Murad al II-lea a cucerit Salonicul în 1430, pentru a fortifica portul orașului. Turnul a devenit o închisoare vestită și locul mai multor execuții în masă în perioada otomană.
Turnul Alb a fost remodelat considerabil și văruit după ce Salonicul a intrat în componența Greciei (1912), fiind adoptat ca simbol al orașului.

## Caracteristici

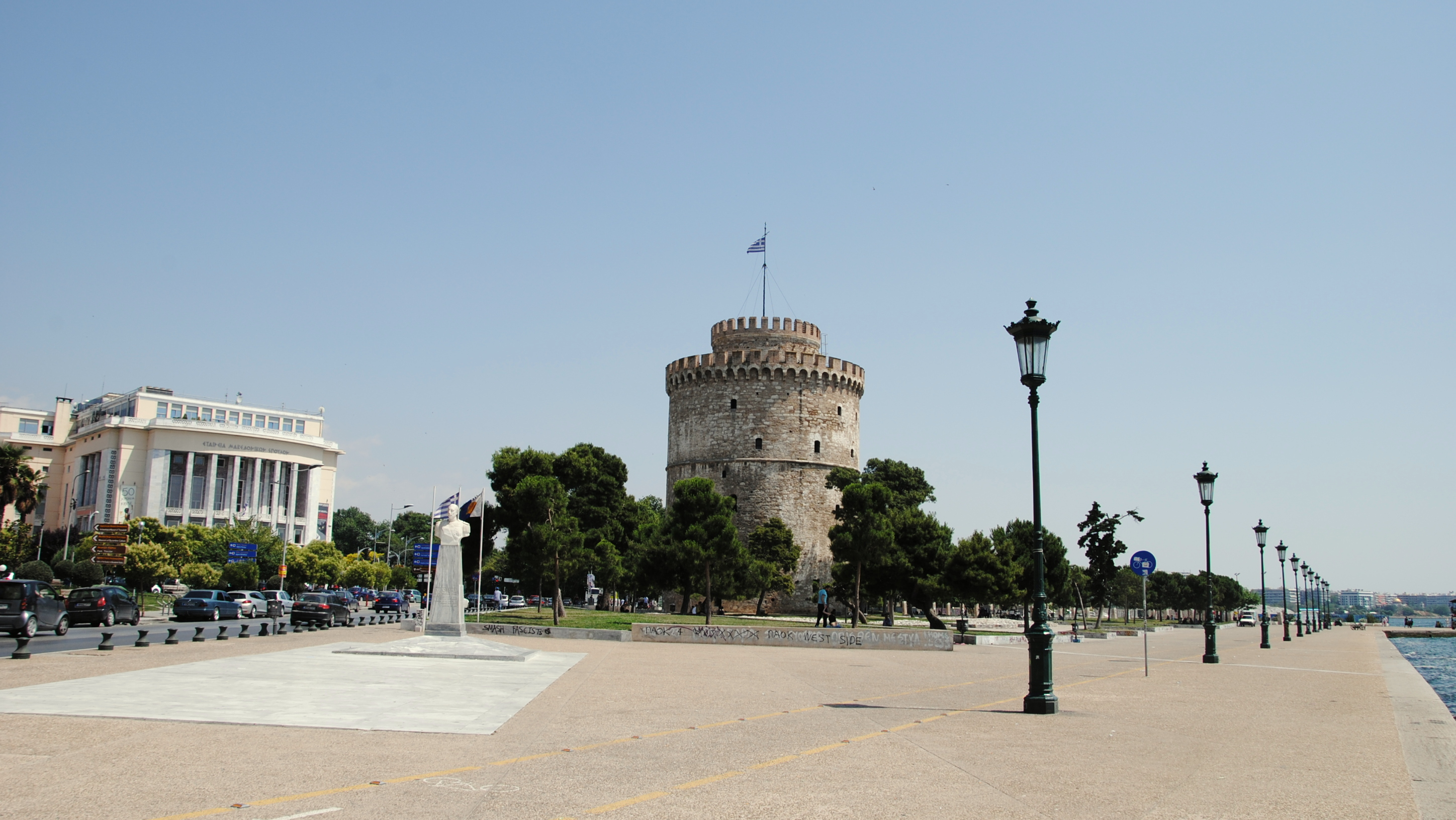
Zona turnului cu Golful Thermaic în dreapta.

Turnul Alb are forma unui cilindru cu diametrul de 23 m și o înălțime de 34 m, deasupra căruia este amplasată un turn mai mic cu diametrul de 12 m și înălțimea de 6 m. Unele ambrazuri din zidul exterior sunt accesate prin intermediul unei rampe spiralate, altele - prin camerele centrale a celor șase etaje.
Turnul mic adăpostește o platformă cu diametrul de 10 m, iar platforma din fața lui amplasată pe acoperișul turnului principal are lățimea de 5 m.

## Istorie
Turnul, care cândva apăra partea estică a zidului orașului (dinspre mare), a fost atribuit mai mult timp venețienilor. Imperiul Bizantin le-a cedat acestora Salonicul în 1423. În prezent s-a stabilit deja că otomanii l-au construit după cucerirea orașului de către armata lui Murad al II-lea în 1430. Până în 1912 o inscripție deasupra ușii scrisă în turcă data structura din anul 942 AH (1535-1536).
Istoricul Franz Babinger a lansat ipoteza că proiectul turnului a fost realizat de marele arhitect otoman Mimar Sinan, care a mai construit fortificații, inclusiv un turn similar din 1537 în portul albanez Valona.

### Modificări
Turnul actual a înlocuit un turn bizantin mai vechi, menționat de arhiepiscopul Eustațiu din Salonic în descrierea sa a asediului orașului din 1185, la care a fost martor direct.

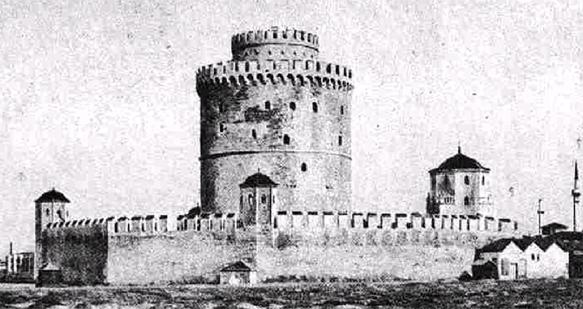
Turnul Alb în 1912 cu zidul exterior (chemise), demolat în 1917.

Structura construită de otomani a suferit modificări substanțiale de-a lungul anilor. În ilustrațiile timpurii turnul era acoperit de un acoperiș conic, similar turnurilor din fortărețele Edikule și Rumelihisarı ale orașului Istanbul. La baza acestuia stătea un zid adițional (chemise), demolat în 1917, care cuprindea un diametru de trei ori mai mare decât cel al turnului. Turelele octogonale și caponierele plasate în chemise aveau funcția de flancare. Nu este clar dacă acest chemise a făcut parte din proiectul original sau dacă a fost adăugat ulterior.
Turnul a fost timp de secole parte componentă a zidului Salonicului, separând Cartierul Evreiesc de cimitirele musulmanilor și evreilor. Zidurile orașului au fost demolate în 1866.

### De la Turnul Roșu la Turnul Alb

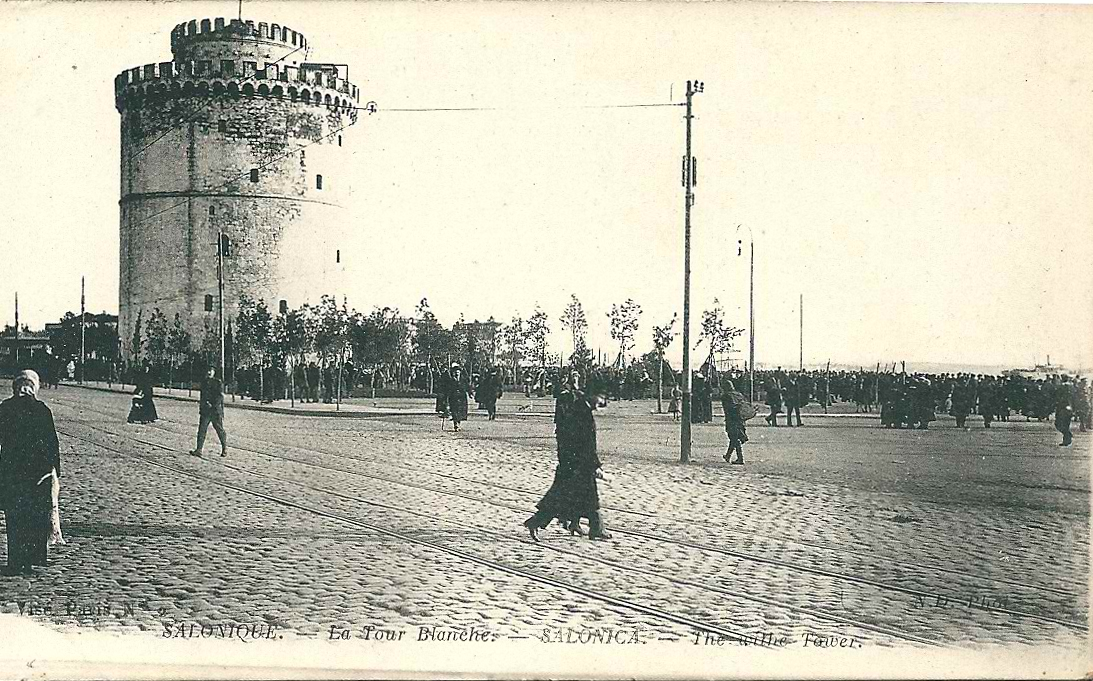
Vedere a turnului în 1919.

Otomanii au folosit turnul succesiv pe post de fortăreață, garnizoană și închisoare. În 1826 sultanul Mahmud al II-lea a ordonat masacrarea ienicerilor rebeli întemnițați acolo. Din cauza ”numeroaselor victime ale chinuitorilor și călăilor otomani” turnul a rămas cunoscut sub numele de ”Turnul Sângelui” sau ”Turnul Roșu” până la sfârșitul sec. XIX.
Când statul elen a anexat Salonicul de la otomani (1912) în timpul Primului Război Balcanic turnul a fost văruit, ceea ce trebuia să simbolizeze purificarea, și a adoptat numele său actual. Regele George I al Greciei a fost asasinat în apropierea Turnului Alb în martie 1913.
Acum are o culoare bej, dar a reușit să-și păstreze numele. El este amplasat în prezent pe bulevardul Nikis (al Victoriei), care se întinde de-a lungul țărmului Golfului Thermaic și este una dintre atracțiile turistice principale ale Salonicului. În turn se află și un muzeu dedicat istoriei orașului.

## Muzeul Turnului Alb

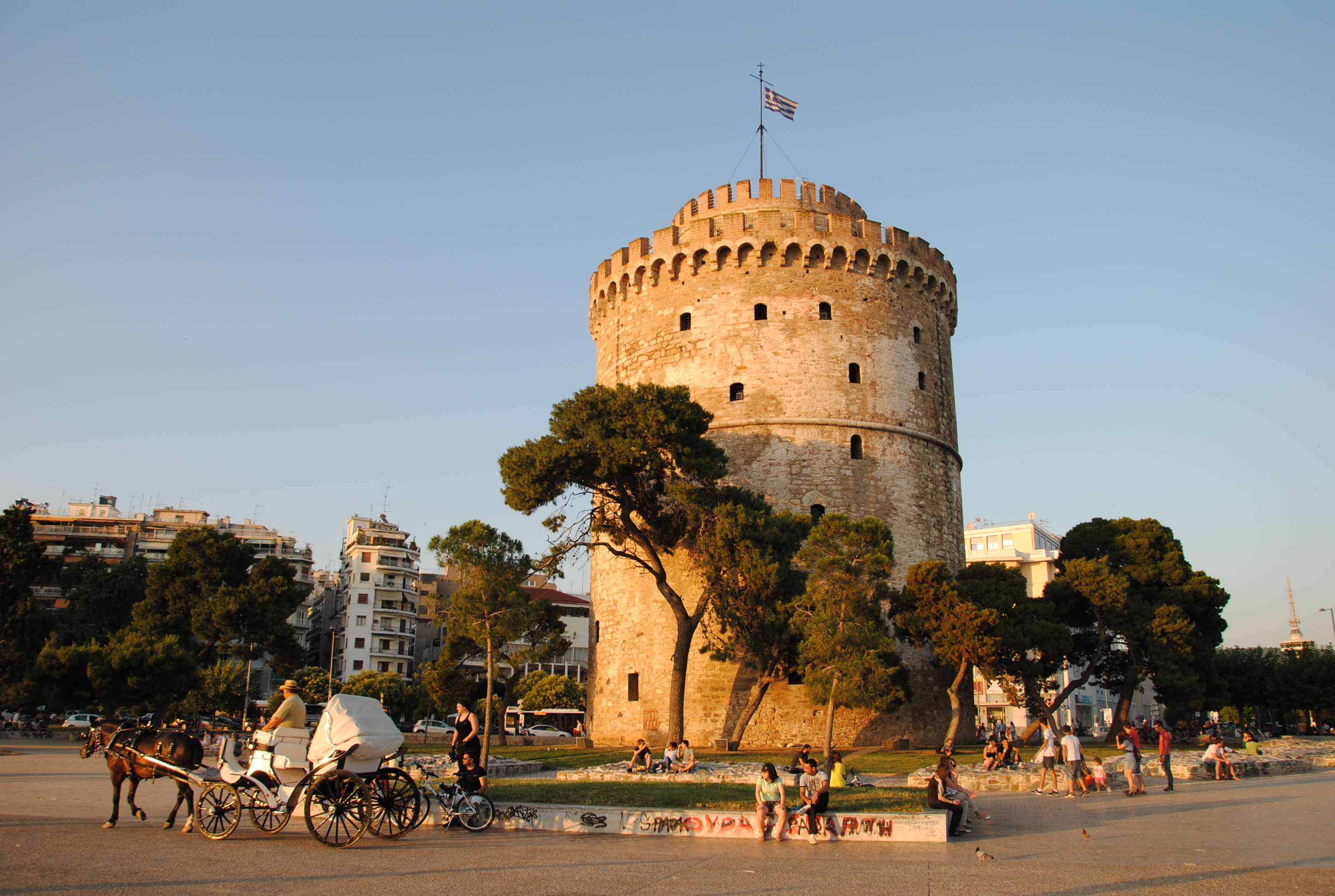
Turnul Alb în prezent.

Turnul găzduiește o expoziție dedicată orașului Salonic în diferite perioade ale istoriei sale, organizată de Muzeul Culturii Bizantine al orașului. Aceasta este administrată de Eforia Antichităților Bizantine a Ministerului Culturii din Grecia.
Turnul Alb este deschis publicului și vizitatorii pot vedea o hartă a orașului cu monumentele și muzeele acestuia, o cronologie a celor mai importante evenimente din istoria Salonicului, articole științifice scrise de istorici de vază, bibliografie etc. Pot fi organizate și excursii școlare, cu permisiunea Muzeului Culturii Bizantine.

### Expoziția din 2002
În primele luni ale anului 2002 Turnul Alb a găzduit ”Orele Bizantine”, o expoziție dedicată vieții cotidiene din perioada bizantină.
Exponatele de la primul etaj formau o secție tematică cu denumirea ”Meseriașii de la târg”, în care erau expuse unelte și alte obiecte care au aparținut aurarilor, făurarilor, cizmarilor, sticlarilor și faianțarilor, dar și diferite monede și o machetă a pieței orașului. Al doilea etaj era dedicat călătoriilor și comerțului. El includea: obiecte și texte legate de călătorii pe mare și pe uscat, de festivaluri, spectacole și pelerinaje.
Al treilea etaj era concentrat în special pe prezentarea casei bizantine și a interiorului ei, a ornamentelor, a meselor servite și a cartierelor rezidențiale. Etajul al patrulea era o prelungire a secției etajului de mai jos, etalând diferite tipuri de încălțăminte, îmbrăcăminte, cosmetice, parfumuri, obiecte de îngrijirie personală și chiar unele superstiții. Subiectul ultimului etaj era moartea, cu obiecte legate de ritualurile funerare, morminte, ofrande aduse morților, epitafuri și unele artefacte magice.

## Controversa bancnotelor cu Turnul Alb
La începutul anilor 1990, Turnul Alb, monument situat în capitala regiunii grecești Macedonia, a devenit subiectul unei controverse mari între Grecia și Republica Macedonia, stat care pe atunci abia apăruse, după destrămarea Iugoslaviei. Controversa face parte dintr-o dispută mai largă legată de numele istoric al Macedoniei.
Organizațiile naționaliste din Macedonia au creat bancnote-suvenir ("Makedonka") care ilustrau Turnul Alb din Salonic, în pofida faptului că acesta se afla în Grecia și nu în Republica Macedonia. VMRO-DPMNE a ajuns chiar să propună adoptarea oficială a bancnotei cu Turnul Alb. Guvernul din Skopje a respins ideea și a adoptat un design diferit pentru denarul macedonean, emis începând din 1992.
Cu toate acestea IMPRES a tipărit bancnote neoficiale cu ilustrația Turnului Alb, care au fost ulterior vândute ca suvenire pe străzile din Skopje cu avertismentul ”Această bancnotă este un suvenir și nu este destinată uzului oficial”.
Aceste suvenire au dus la apariția unor zvonuri în Grecia că moneda statului vecin conținea într-adevăr simboluri grecești - un punct extrem de controversat, având în vedere disputa cu Republica Macedonia pe tema numelui și drapelului său. Aceste bancnote nu au fost puse niciodată în circulație, dar controversa a contribuit la escaladarea ostilităților dintre cele două țări.

## Galerie

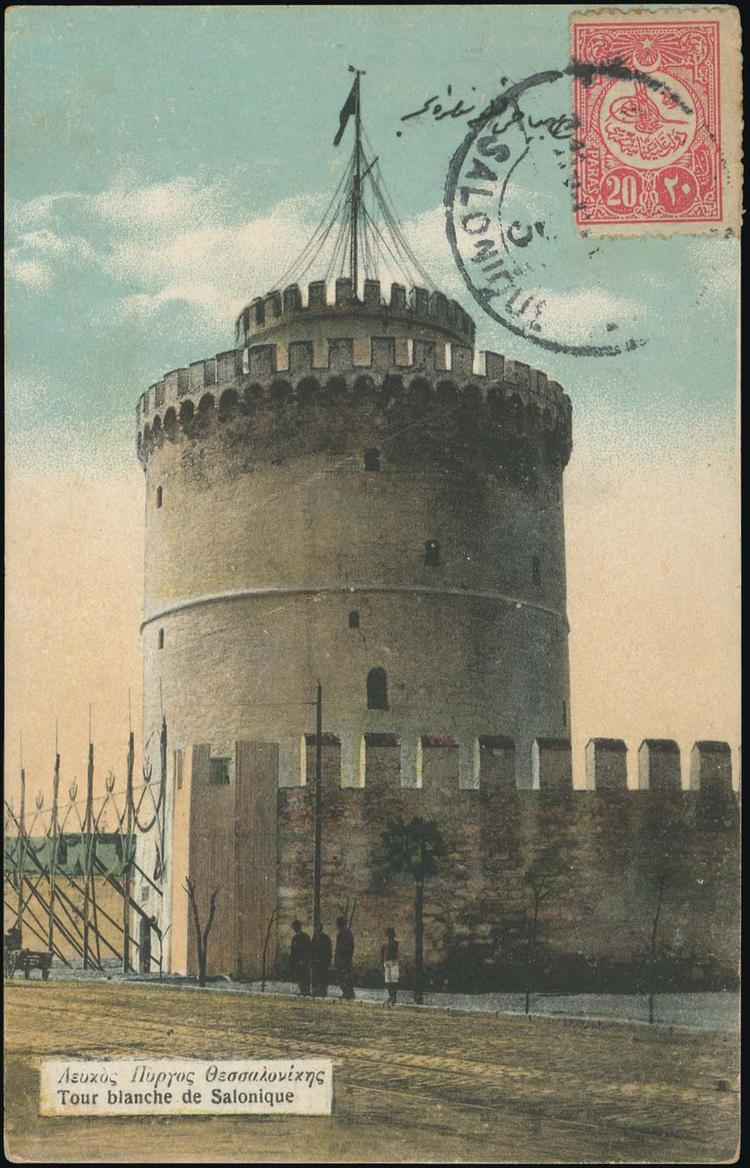
Carte poștală de dinainte de 1912
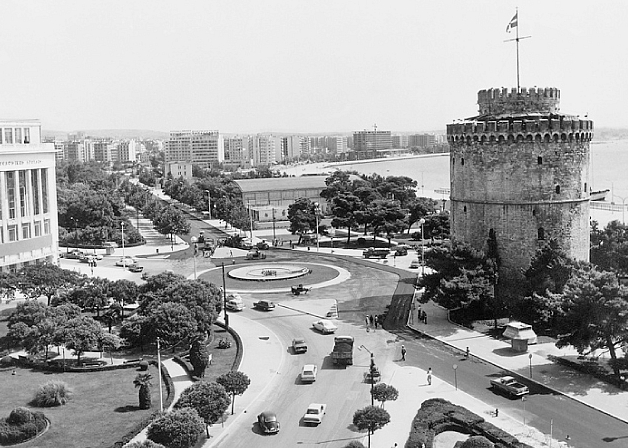
Vedere din cca 1970
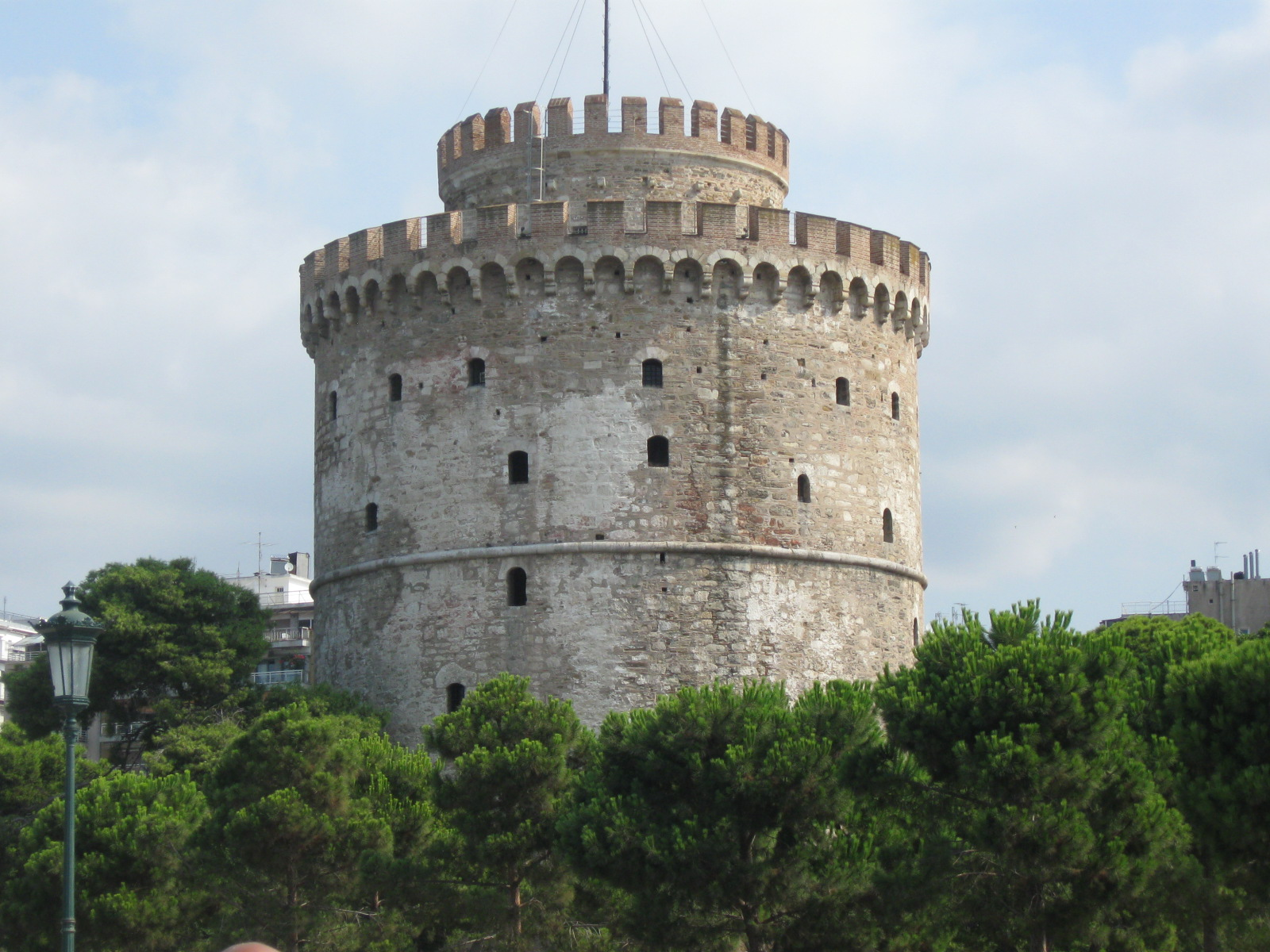
Vedere din exterior
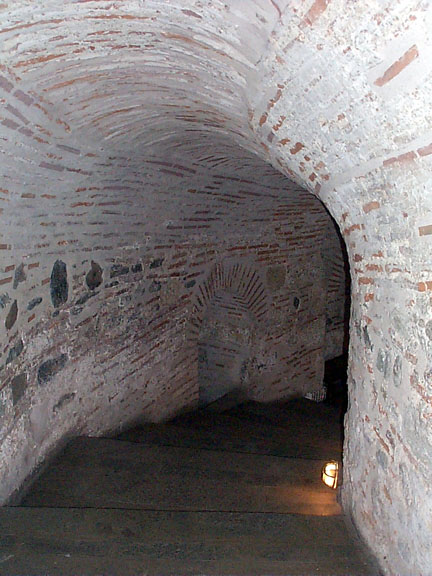
Scara circulară
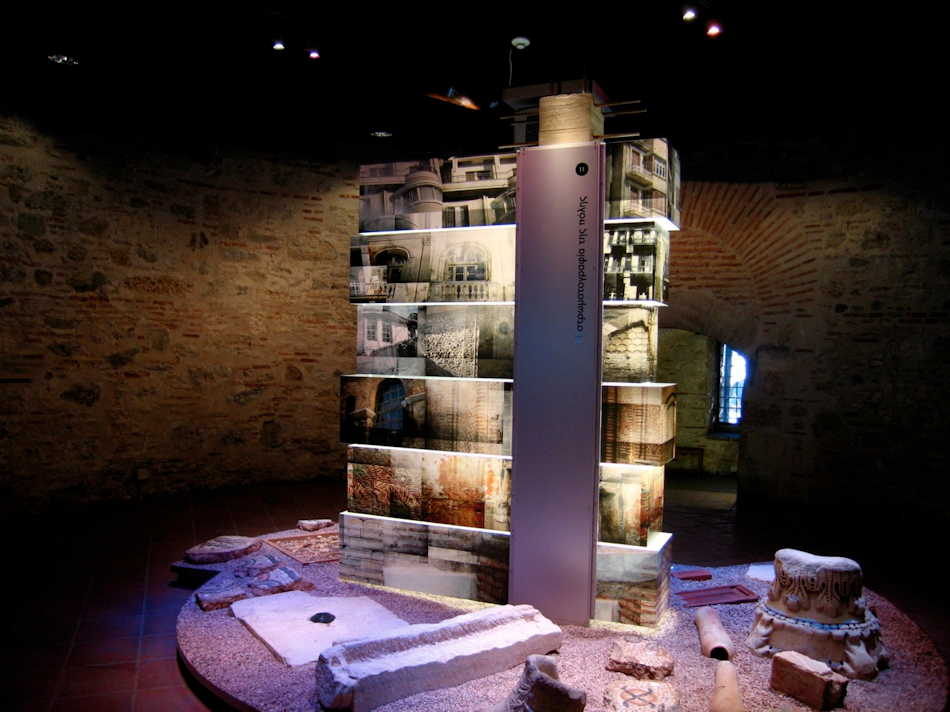
Expoziția de la primul etaj
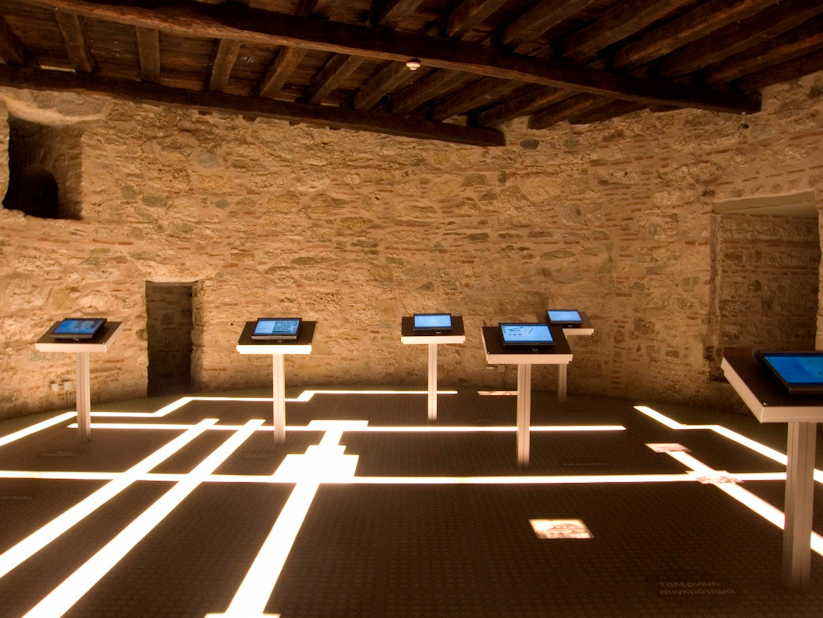
Al doilea etaj
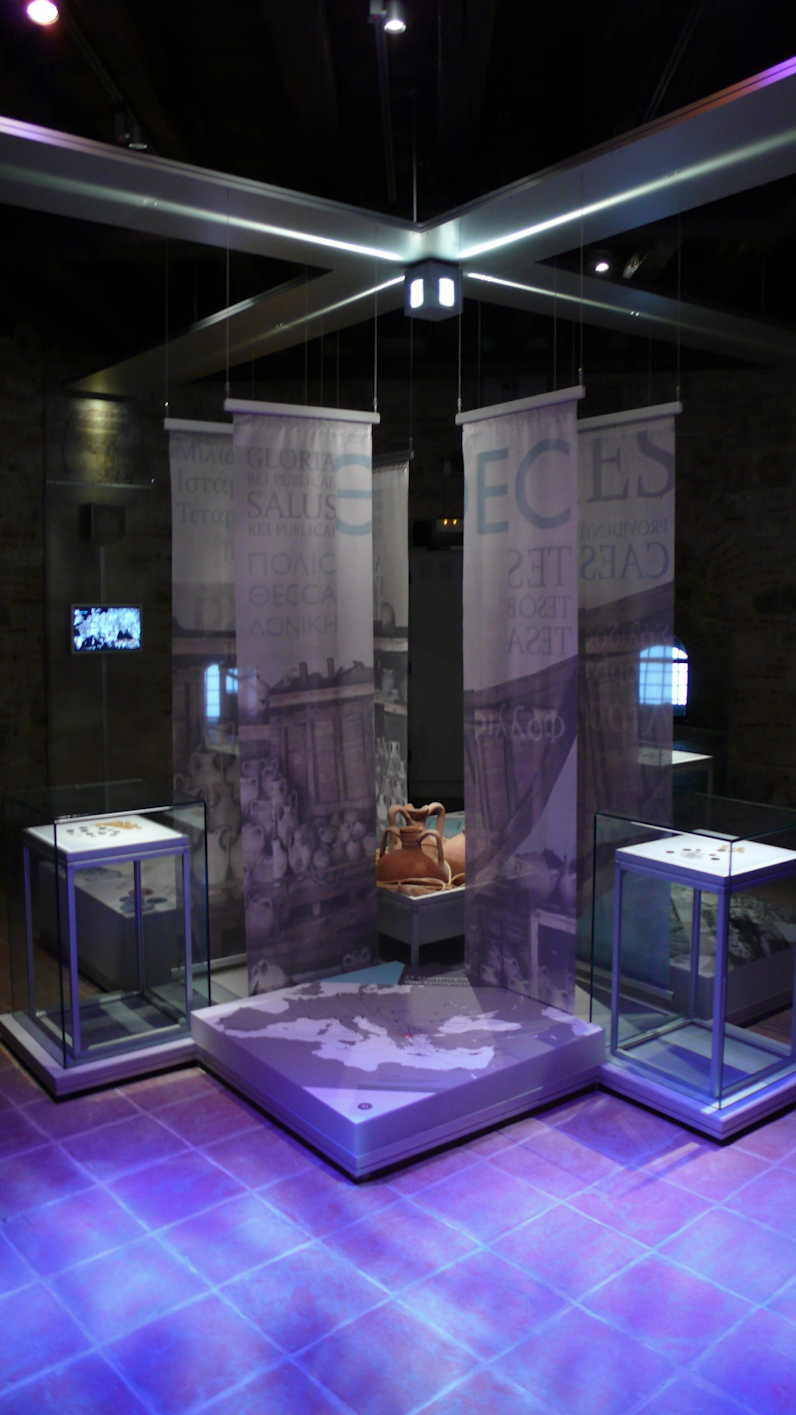
Al patrulea etaj
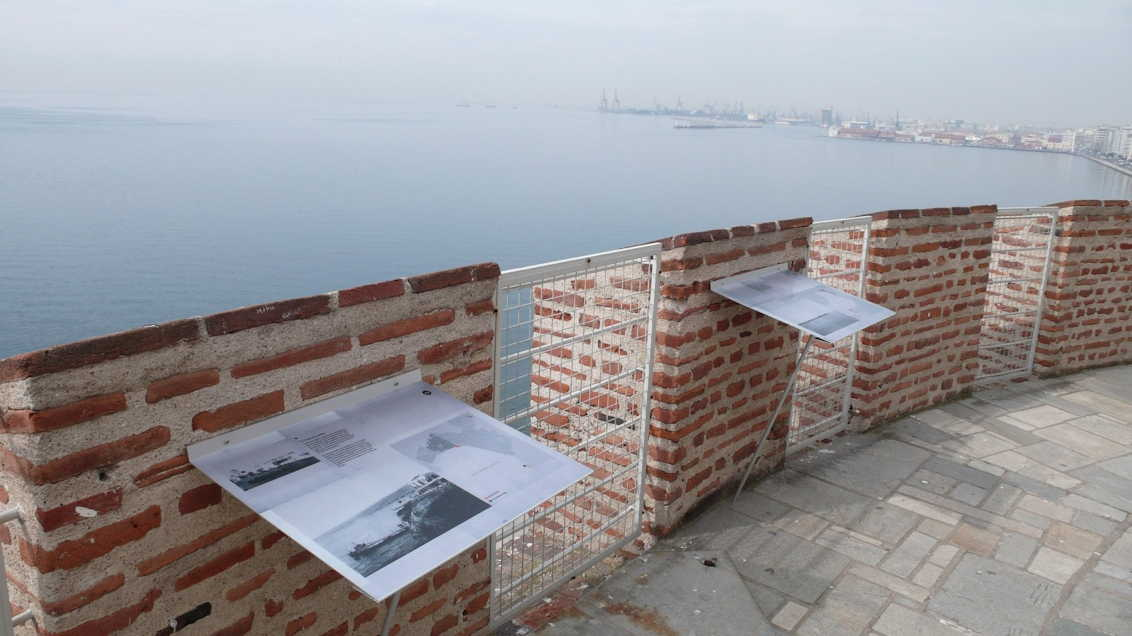
Acoperișul